# Symplocos excelsa
Symplocos excelsa är en tvåhjärtbladig växtart som beskrevs av Louis Otho Otto Williams. Symplocos excelsa ingår i släktet Symplocos och familjen Symplocaceae. Inga underarter finns listade i Catalogue of Life.